# Garganta profunda (acto sexual)

Dibujo de una mujer realizando un garganta profunda.

La garganta profunda es un tipo de sexo oral sobre el pene (tanto del tipo felación como irrumación) que consiste en introducir el pene erecto en la boca de la pareja hasta llegar a la garganta, y realizar profundos y repetidos movimientos de vaivén, es decir, sacar y volver a meter el pene repetidamente en la boca de la pareja, con el fin de estimular el glande.
También se puede eyacular dentro de la boca y tragar el semen.

## Reflejo dearcada
Es difícil evitar que se produzca un reflejo de arcada al llegar el pene a la garganta, pero se puede llegar a controlar ejercitando el acto, tal como lo afirma la actriz pornográfica amateur Heather Harmon. Con su esposo ha editado una serie de vídeos (llamada Ideepthroat) en los que ella explica la técnica y realiza numerosas felaciones profundas.

## Argot de la prostitución
En el argot de la prostitución esta práctica se denomina garganta profunda o francés profundo.

## Actrices porno
Esta lista incluye algunas actrices porno que son expertas en la garganta profunda:

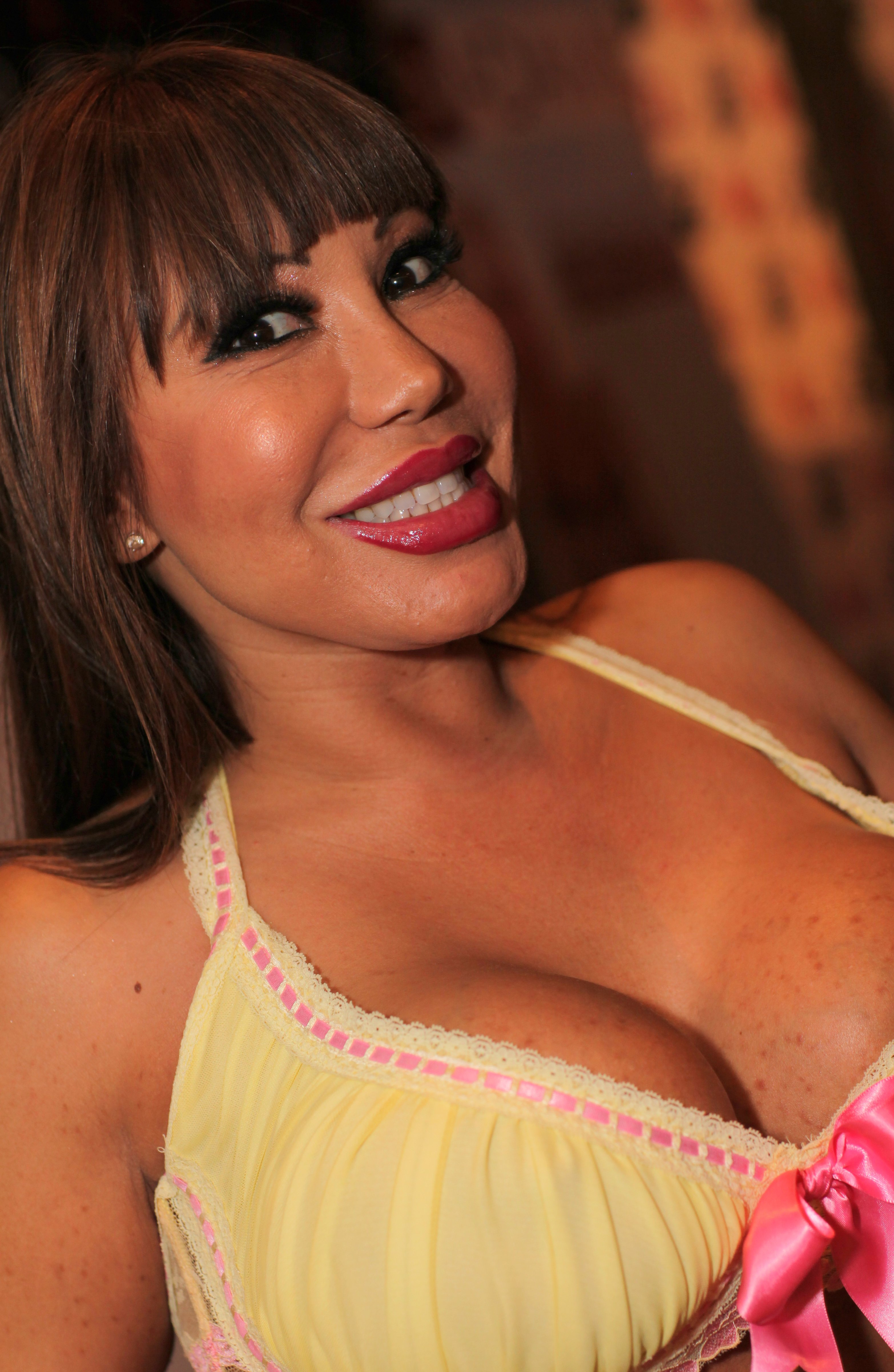
Ava Devine.

- Alexandra Nice
- Annette Schwarz
- Ashley Blue
- Aurora Snow
- Ava Devine
- Belladonna
- Briana Banks
- Dana DeArmond
- Katja Kassin
- Linda Lovelace
- Sasha Grey
- Audrey Bitoni